# Ізмаїльський район
Ізмаїльський район — район Одеської області в Україні, утворений 2020 року. Адміністративний центр — місто Ізмаїл. Межує зі сторони річки Дунай з Румунією, на півночі та північному заході межує з Молдовою, на півночі та на північному сході  — з Болградським і Білгород-Дністровським районами Одещини.

## Історія

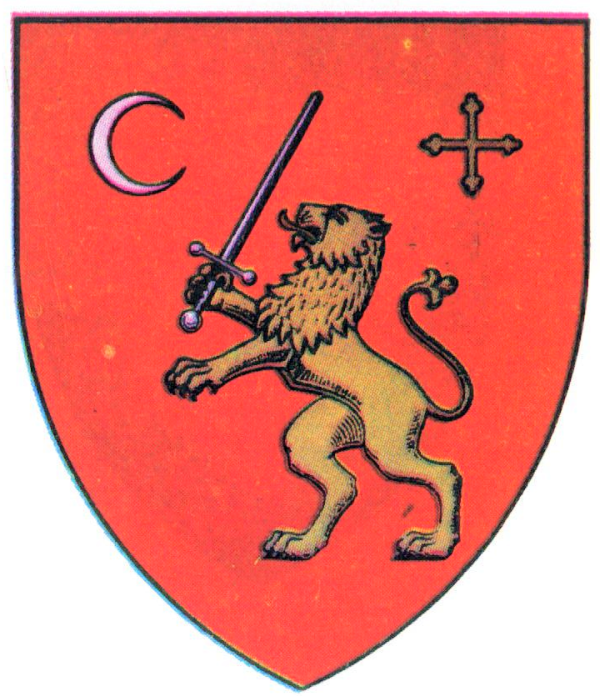
Герб Ізмаїльського жудця

До 1940 року територія Ізмаїльського району періодично перебувала під владою Молдови та Румунії у складі Ізмаїльського жудця як Кирничанський плас
28 червня 1940 року край приєднано до Української Радянської Соціалістичної Республіки. 7 серпня в межах Аккерманської області УРСР сформований Ізмаїльський повіт. 7 грудня Указом Президії Верховної ради СРСР Аккерманська область перейменована на Ізмаїльську, обласний центр перенесено до Ізмаїла, а районний центр — до села Суворове. 22 лютого 1941 року в зв'язку з перенесенням районного центру з міста Ізмаїл у село Суворове — Ізмаїльський район був перейменований на Суворовський.
15 лютого 1954 року у зв'язку з об'єднанням Ізмаїльської та Одеської областей, територію Суворовського району передано до складу Одеської області. 21 січня 1959 року Указом Президії ВР УРСР районний центр був перенесений з села Суворово до міста Ізмаїл, а Суворовський район було перейменовано в Ізмаїльський, тоді ж передані до складу району сільради, підпорядковані Ізмаїльській міськраді (див. Адміністративний устрій Одеської області#Історія (1956 р.))
5 лютого 1965 Указом Президії Верховної Ради Української РСР передано Новоселівську сільраду Ізмаїльського району до складу Кілійського району.
19 липня 2020 року відповідно до постанови Верховної Ради України № 807-IX Ізмаїльський район об'єднано з Кілійським та Ренійським районами, а також з територією Острівненської сільської ради Арцизького району та створено: Вилківська, Ізмаїльська, Кілійська, Ренійська міські, Суворовська селищна, Саф'янівська сільська територіальні об'єднаних громади.

## Географія

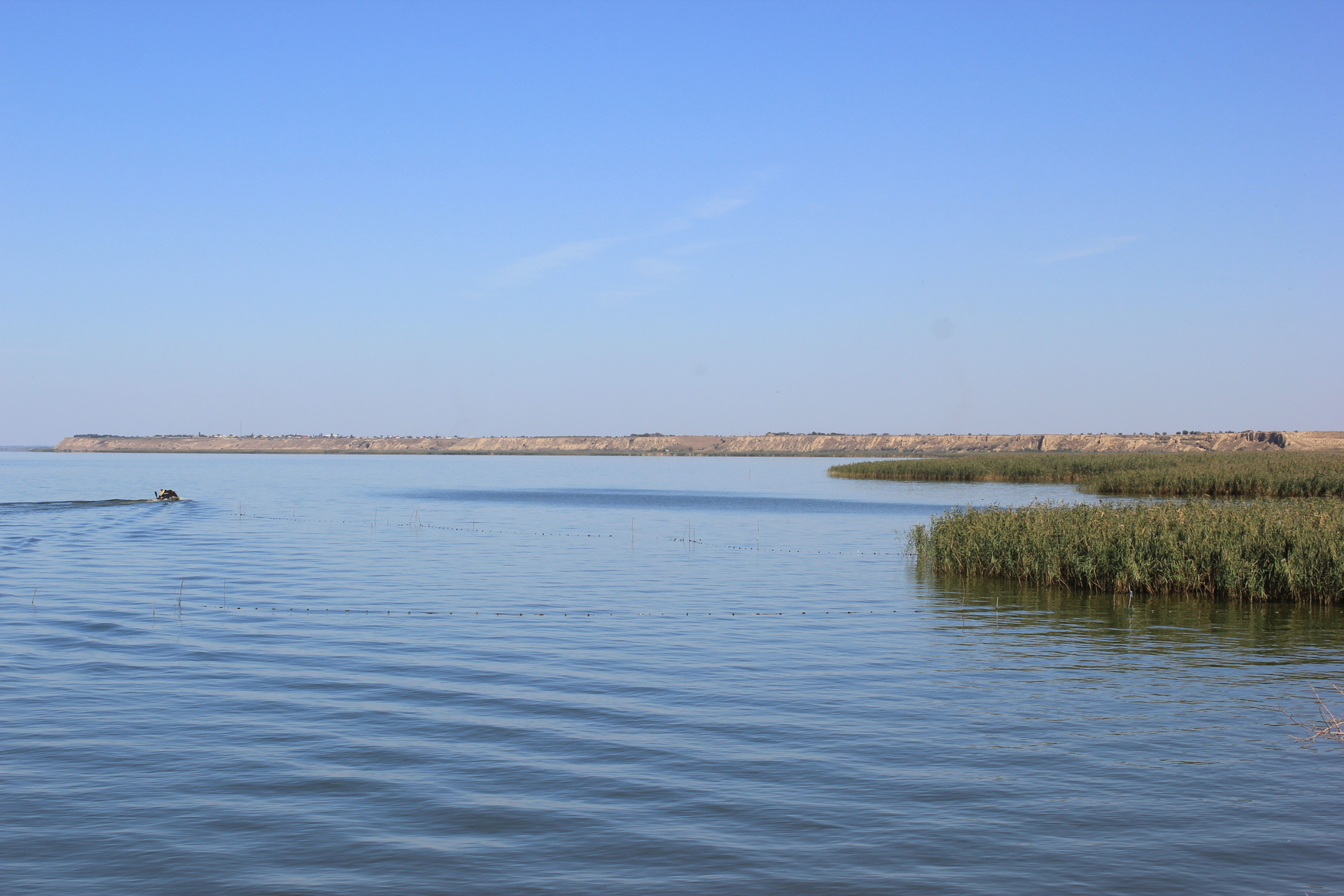
Ялпуг — найбільше озеро України

Рішенням облради у 2001 році на території району було створено ландшафтний заказник місцевого значення Лунг (площа складає 1452,85 га).
Завдяки різноманітному природному середовищу, багатству тваринного та рослинного світу, численним природним озерам (Ялпуг, Кугурлуй, Катлабуг, Китай, Саф'яни), Дунайському біосферному заповіднику, островам Татару, Великий та Малий Даллер і Кислицький Ізмаїльський район є унікальним та неповторним місцем.

## Адміністративний устрій
Територіально район поділяється на 6 територіальний громад.
Міські громади:
- Вилківська
- Ізмаїльська
- Кілійська
- Ренійська

Селищні громади:
- Суворовська

Сільські громади:
- Саф'янівська

## Населення
Національний склад населення м. Ізмаїл, Ізмаїльському, Кілійському, Ренійському районах та с. Острівне Арцизького району за першим Всеукраїнським переписом 2001 року
|    | Статус | Найменування     | Населення              | Найпоширеніша мова                       | Координати |
| -- | ------ | ---------------- | ---------------------- | ---------------------------------------- | ---------- |
| 1  | місто  | Ізмаїл           | 69 932 (на 01.01.2022) | російська (74,24 %)                      |            |
| 2  | місто  | Кілія            | 18 745 (на 01.01.2022) | російська (55,50 %) українська (39,56 %) |            |
| 3  | місто  | Рені             | 17 736 (на 01.01.2022) | російська (70,54 %)                      |            |
| 4  | місто  | Вилкове          | 7712 (на 01.01.2022)   | російська (83,46 %)                      |            |
| 5  | село   | Шевченкове       | 5625                   | українська (96,85 %)                     |            |
| 6  | село   | Озерне           | 5370                   | румунська (95,49 %)                      |            |
| 7  | с-ще   | Катлабуг         | 4586                   | болгарська (71,04 %)                     |            |
| 8  | село   | Утконосівка      | 4318                   | румунська (90,57 %)                      |            |
| 9  | село   | Багате           | 3977                   | болгарська (74,93 %)                     |            |
| 10 | село   | Броска           | 3704                   | українська (76,81 %)                     |            |
| 11 | село   | Новосільське     | 3572                   | румунська (92,05 %)                      |            |
| 12 | село   | Комишівка        | 3491                   | румунська (94,53 %)                      |            |
| 13 | село   | Кам'янка         | 3478                   | болгарська (75,47 %)                     |            |
| 14 | село   | Лиманське        | 3302                   | румунська (93,34 %)                      |            |
| 15 | село   | Дмитрівка        | 3144                   | румунська (92,27 %)                      |            |
| 16 | село   | Стара Некрасівка | 3050                   | російська (91,11 %)                      |            |
| 17 | село   | Орлівка          | 3047                   | румунська (95,14 %)                      |            |
| 18 | село   | Кислиця          | 2973                   | українська (91,56 %)                     |            |
| 19 | село   | Саф'яни          | 2962                   | українська (82,78 %)                     |            |
| 20 | село   | Долинське        | 2705                   | румунська (92,75 %)                      |            |
| 21 | село   | Котловина        | 2643                   | гагаузька (92,75 %)                      |            |
| 22 | село   | Нагірне          | 2611                   | болгарська (85,14 %)                     |            |
| 23 | село   | Ларжанка         | 2386                   | російська (49,87 %) українська (44,64 %) |            |
| 24 | село   | Матроска         | 2259                   | українська (83,40 %)                     |            |
| 25 | село   | Кирнички         | 2245                   | болгарська (88,53 %)                     |            |
| 26 | село   | Старі Трояни     | 2225                   | гагаузька (69,57 %)                      |            |
| 27 | село   | Нова Некрасівка  | 2051                   | російська (95,12 %)                      |            |
| 28 | село   | Вишневе          | 2046                   | українська (90,27 %)                     |            |
| 29 | село   | Плавні           | 2039                   | румунська (93,08 %)                      |            |
| 30 | село   | Ліски            | 1931                   | українська (74,52 %)                     |            |
| 31 | село   | Десантне         | 1816                   | українська (88,55 %)                     |            |
| 32 | село   | Приозерне        | 1778                   | румунська (93,42 %)                      |            |
| 33 | село   | Новоселівка      | 1647                   | болгарська (50,52 %) гагаузька (25,56 %) |            |
| 34 | село   | Приморське       | 1612                   | російська (94,78 %)                      |            |
| 35 | село   | Мирне            | 1548                   | російська (78,68 %)                      |            |
| 36 | село   | Трудове          | 1487                   | українська (84,06 %)                     |            |
| 37 | село   | Фурманівка       | 1468                   | румунська (76,70 %)                      |            |
| 38 | село   | Лощинівка        | 1350                   | болгарська (61,56 %) російська (26,96 %) |            |
| 39 | село   | Острівне         | 1306                   | болгарська (90,35 %)                     |            |
| 40 | село   | Василівка        | 1220                   | російська (80,25 %)                      |            |
| 41 | село   | Муравлівка       | 1213                   | російська (94,15 %)                      |            |
| 42 | село   | Каланчак         | 1208                   | болгарська (74,83 %)                     |            |
| 43 | село   | Червоний Яр      | 805                    | румунська (86,58 %)                      |            |
| 44 | село   | Нова Покровка    | 805                    | румунська (76,56 %)                      |            |
| 45 | село   | Новомиколаївка   | 587                    | російська (50,26 %) українська (39,86 %) |            |
| 46 | село   | Дунайське        | 334                    | російська (86,83 %)                      |            |
| 47 | село   | Новокаланчак     | 265                    | болгарська (89,06 %)                     |            |
| 48 | с-ще   | Дзинілор         | 154                    |                                          |            |
| 49 | с-ще   | Новокам'янка     | 116                    | болгарська (77,59 %)                     |            |
| 50 | село   | Миколаївка       | 89                     | українська (53,93 %) російська (29,21 %) |            |
| 51 | село   | Помазани         | 77                     | українська (70,37 %)                     |            |
| 52 | с-ще   | Біле             | ≥ 30                   |                                          |            |

## Транспорт
Територією району проходить автошлях E87.